# فيش ليونغ
فيش ليونغ (بالصينية: 梁静茹) هي مغنية ماليزية من أصل صيني كانتوني، ولدت في يوم 16 يونيو 1978 في بلدة باهاو في ماليزيا، أشتهرت بغناء الماندوبوب و الكانتوبوب، وحققت شعبية كبيرة في تايوان وبر الصين الرئيسي وهونغ كونغ وماليزيا وسنغافورة واليابان ولقبت بملكة أغاني الحب.

## روابط خارجية
- فيش ليونغ على موقع IMDb (الإنجليزية)
- فيش ليونغ على موقع ميوزك برينز (الإنجليزية)
- فيش ليونغ على موقع ديسكوغز (الإنجليزية)
- فيش ليونغ على موقع قاعدة بيانات الفيلم (الإنجليزية)